# Jardin colonial de Laeken

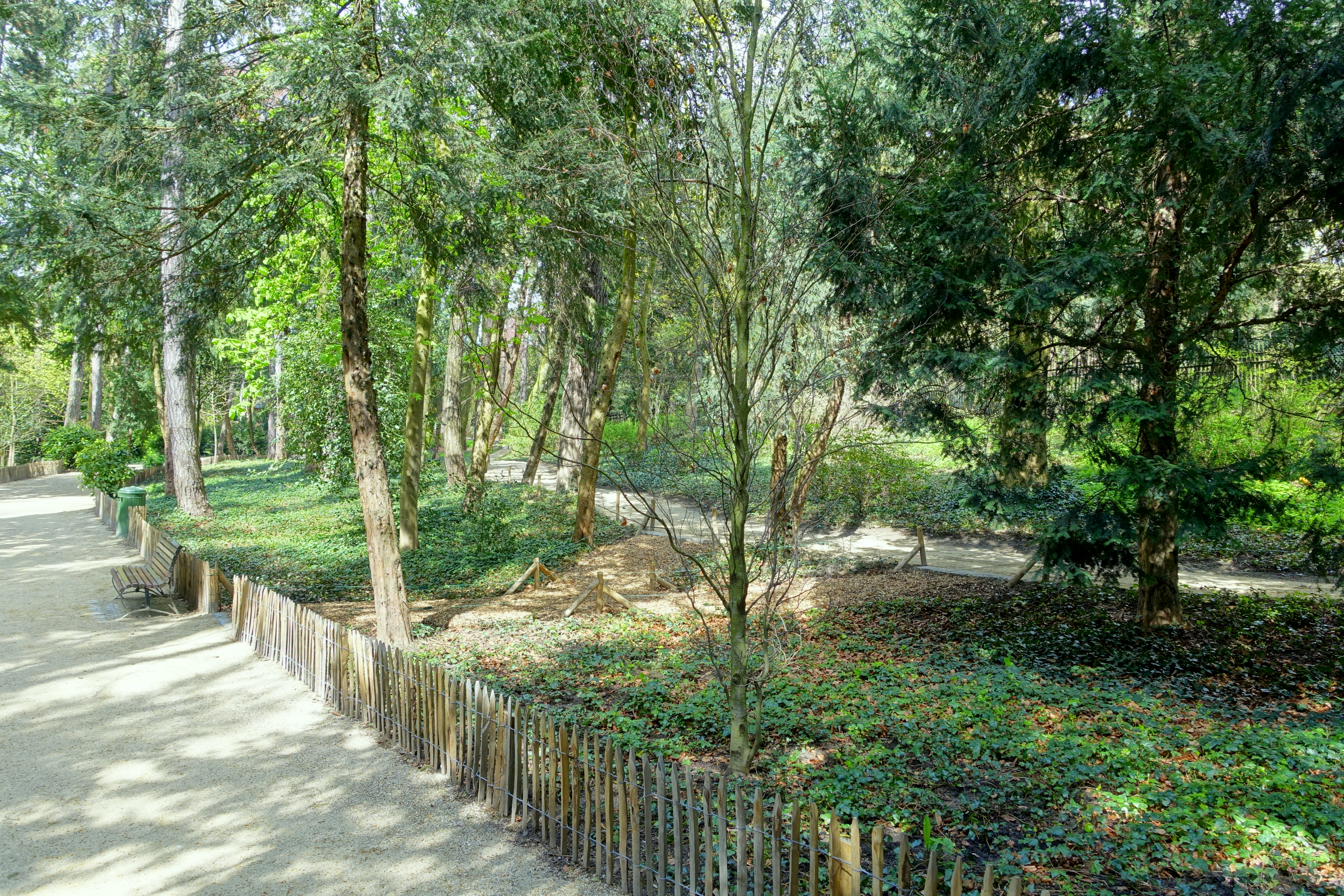
Jardin colonial de Laeken

Le Jardin colonial de Laeken est un jardin d'acclimatation pour les plantes du Congo, créé au tout début du XXe siècle, à Laeken en Belgique, par le botaniste Émile Laurent, à l'initiative du roi Léopold II.
Ce jardin était destiné à permettre la mise en culture et l'étude des plantes africaines tropicales d'intérêt économique prélevées sur le terrain, et à tester d'autres plantes exotiques susceptibles d'être introduites au Congo. Il était conçu comme le pendant du Jardin botanique d'Eala, jardin d'essai implanté dans la colonie.
D'abord hébergées dans les serres du Château du Stuyvenberg, les collections sont ensuite transférées, en 1902, dans six nouvelles serres construites à l'extrémité de la rue Médori, sur un terrain relié au domaine royal par un petit pont enjambant l'avenue des Robiniers, à l'endroit où est parfois erronément située la villa Van der Borght, détruite en 1956. Le manque de chauffage durant la Première Guerre mondiale décime la collection, qui est reconstituée dans les années 1920. En 1951, les collections de plantes tropicales sont déménagées vers le nouveau Jardin botanique national de Belgique installé à Meise, à quelques kilomètres de Laeken.
Les serres sont alors utilisées pour la production des plantes nécessaires à la décoration de l'Exposition universelle de 1958 qui se tient sur le plateau du Heysel tout proche. Elles sont démontées en 1964 et remplacées par une pelouse, et le jardin est ouvert au public.
En 1978, la Donation royale cède le jardin colonial à l'État belge. Depuis la régionalisation (1989), le jardin est géré par Bruxelles Environnement – IBGE.

## Sources
- Fiches d'information sur les espaces verts de la Région de Bruxelles-capitale : Le jardin colonial